# Quartiere Malpaga
Il quartiere Malpaga o quartiere Magneti Marelli è un quartiere del comune di Corbetta in provincia di Milano, situato a meno di un chilometro dal centro storico del centro del comune di appartenenza.

## Storia
Il quartiere "Malpaga" sorse a Corbetta a partire dall'Ottocento, concentrato attorno alla vecchia cascina Malpaga, la quale dava nome a tutto quanto il rione. A partire dagli anni '50, in corrispondenza con la costruzione del grande polo di lavoro costituito dalla sede locale della Magneti Marelli che divenne in seguito la sede principale dopo l'abbandono dello stabilimenti di Sesto San Giovanni dando lavoro a circa 1500 operai, l'area uscì sempre più da una concezione puramente agricola e divenne famosa soprattutto per la concentrazione di industrie ed esercizi commerciali.
Lo stabilimento corbettese deve il proprio nome completo di Magneti Marelli, stabilimento Borletti, in quanto la via principale che attraversa il quartiere e lungo la quale si trova l'intero stabilimento, è dedicato ad Aldo Borletti.
L'area, precedentemente alla costruzione dello stabilimento, era prevalentemente agricola e questo è testimoniato dalla presenza di caseggiati rurali come la Cascina Lucchina (la meglio conservata dell'area).
La vicinanza con il comune di Santo Stefano Ticino e con la locale stazione ferroviaria hanno reso questo quartiere particolarmente ricco di servizi, in particolare dalla creazione dell'ex SS11, avvantaggiando i contatti con Milano ed il Piemonte.
Il quartiere dispone di un proprio piccolo centro di culto, costituito dall'oratorio dei Santi Francesco e Chiara della Cascina Malpaga, il quale è però ad oggi insufficiente per accogliere i fedeli del rione, che ripiegano perlopiù sul vicino Oratorio di Sant'Ambrogio del quartiere Isola Bellaria, confinante.

## Il comitato del quartiere Malpaga
Il quartiere della Malpaga dispone di un proprio comitato che coadiuva il comune di Corbetta nell'amministrazione dell'area, mantenendone vive le tradizioni locali.
Nei consigli comunali, il comitato di quartiere si avvale della figura del Consigliere delegato per i rapporti con le frazioni, oltre al rapporto diretto tra presidenza del comitato e sindaco.
- Sede del comitato di quartiere - via Settembrini,24 - 20011 Corbetta (MI)

### Elenco dei presidenti e segretari del comitato di quartiere della Malpaga
| nome              | carica       | dal  | al   |
| ----------------- | ------------ | ---- | ---- |
| Rita Cislaghi     | presidente   | 2008 | 2011 |
| Bruno Bianchi     | segretario   | 2008 | 2011 |
| Walter De Giorgi  | presidente   | 2011 | 2014 |
| Francesco Martina | segretario   | 2011 | 2014 |
| Walter De Giorgi  | presidente   | 2014 | 2017 |
| Elisa Baghin      | segretaria   | 2014 | 2017 |
| Walter De Giorgi  | presidente   | 2017 | 2020 |
| Rosy Magistrelli  | segretaria   | 2017 | 2020 |
| Fabio Baghin      | Presidente   | 2020 |      |
| Mirko Cotonini    | V.Presidente | 2020 |      |
| Rosy Magistrelli  | Segretaria   | 2020 |      |

## Economia
Il quartiere Malpaga è considerata una delle aree produttive di maggior rilievo nel territorio comunale di Corbetta. Oltre a diverse attività industriali, commerciali e di grande e media distribuzione, affiancate ad aree residenziali sorte negli anni '90, la realtà occupazionale maggiormente rappresentativa dell'area è la Magneti Marelli, la cui sede locale è ancora oggi attiva in prossimità della vicina città di Santo Stefano Ticino.

## Media
Attualmente nel Quartiere Malpaga ha sede la radio-web RCM104, sorta nel 2015 con la collaborazione di Gianluca Elvis Paolucci, Alessandro Canino e di Fabrice Quagliotti, tastierista del gruppo francese dei Rockets.